# Källegården

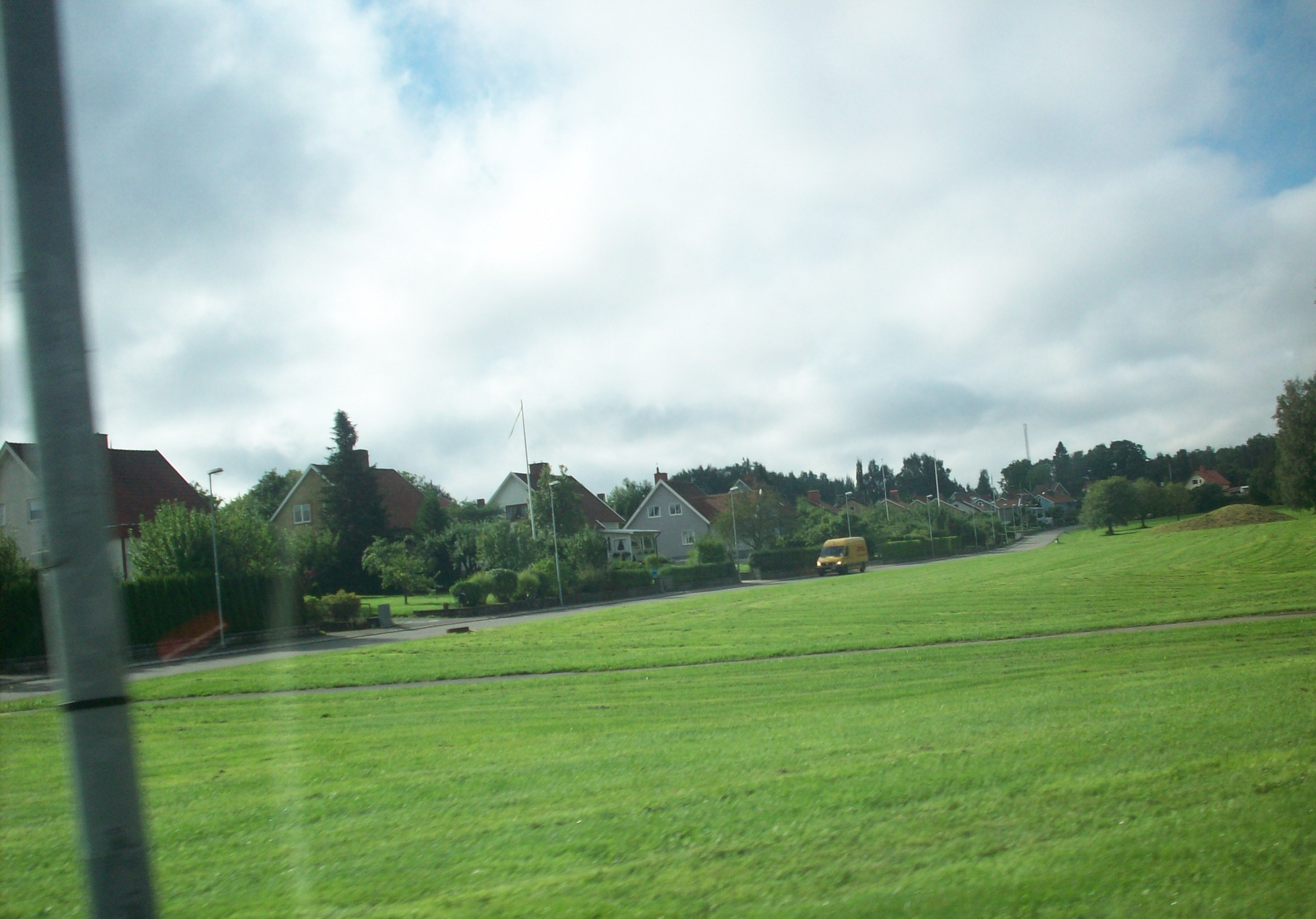
Källegården i Skövde

Källegården är en stadsdel i Söderort, Skövde.
Källegården är känt sedan 1100-talet, då den så kallade Helenakällan sägs ha uppstått då Elin av Skövdes likfärd passerade nuvarande Källegårdsbäcken. Källan sades äga ett vatten där "mången sjukling drack sig liv och hälsa". Området planlades som en del av Skövde stad på 1940-talet och bebyggdes från sent 1940-tal till tidigt 1960-tal, främst i form av enfamiljshus. Tidigare fanns här gårdar och torp.